# Offerkast
Offerkast, även benämnt riskast, stenkast, eller med en äldre benämning våle, är en plats där någon dött en oväntad eller våldsam död. Förbipasserande har på olycksstället offrat ett mynt, kastat en sten, granris eller en kvist, som ibland ej fått vara grön, dels för att hindra den omkomne att gå igen, men även för att skydda sig själv mot kommande olyckshändelser. I vissa områden levde man i tron att ju större sten eller gren man lade på högen, desto längre kunde man färdas utan att råka ut för en olycka.

## Levande offerkast
Det finns fortfarande "levande" offerkast i Sverige, särskilt i Dalarna och Härjedalen. Ett sådant exempel är ett offerkast vid Nyhammar intill gamla landsvägen mot Björbo. Här hittades en ung kvinna våldtagen och mördad 1915. Numera är denna åldriga färdväg en nästan helt igenvuxen skogsväg och en del av Pilgrimsleden Västerbergslagen. Förbipasserande lägger fortfarande blommor eller färskt granris på brottsplatsen.
Ett annat exempel på ett "levande" offerkast är Stöttestenen som finns utmed gamla byvägen vid Stensättra gård i Huddinge socken. Offerkastet mäter cirka 6 x 1 meter och ligger under överhänget av ett flyttblock. Det består av såväl gamla torra, som nybrutna kvistar och grenar. Enligt flera uppgifter från gårdsbefolkningen kallas stenen även för Önskestenen och så långt tillbaka "man kan minnas", har man lagt en kvist eller gren då man passerat blocket för att få tur och välgång.
Under Fantans hög i Träkvista, Ekerö kommun hittade man 1947 ett stenröse med 23 mynt varav det äldsta var från 1577 och det yngsta från 1938. Man hittade även brända benbitar efter en människa, daterade från 500 f.Kr. till 100 f.Kr., vilket en kol-14-datering genomförd av Historiska museet visade år 2001. Detta tyder på att här varit en grav alltsedan förromersk järnålder. Enligt sägner knutna till platsen var Fantan en kvinna som stenades till döds i samband med ett gatlopp. Även här lägger förbigående fortfarande träpinnar på den osaliga gravplatsen där Fantan skall ha avrättats.

## Exempel för offerkast i Sverige

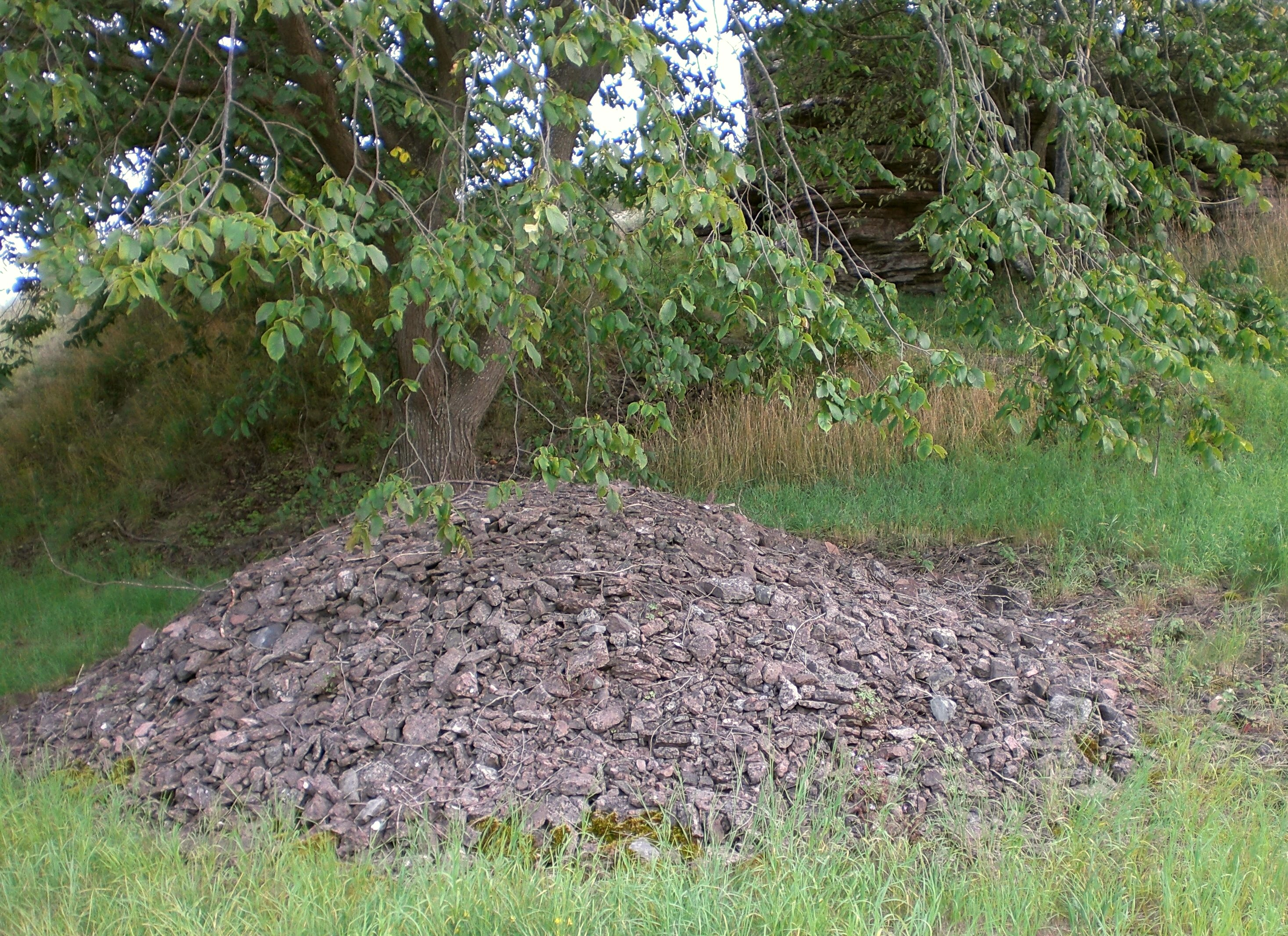
Offerkast av sten vid Sankt Elofs källa på Öland.
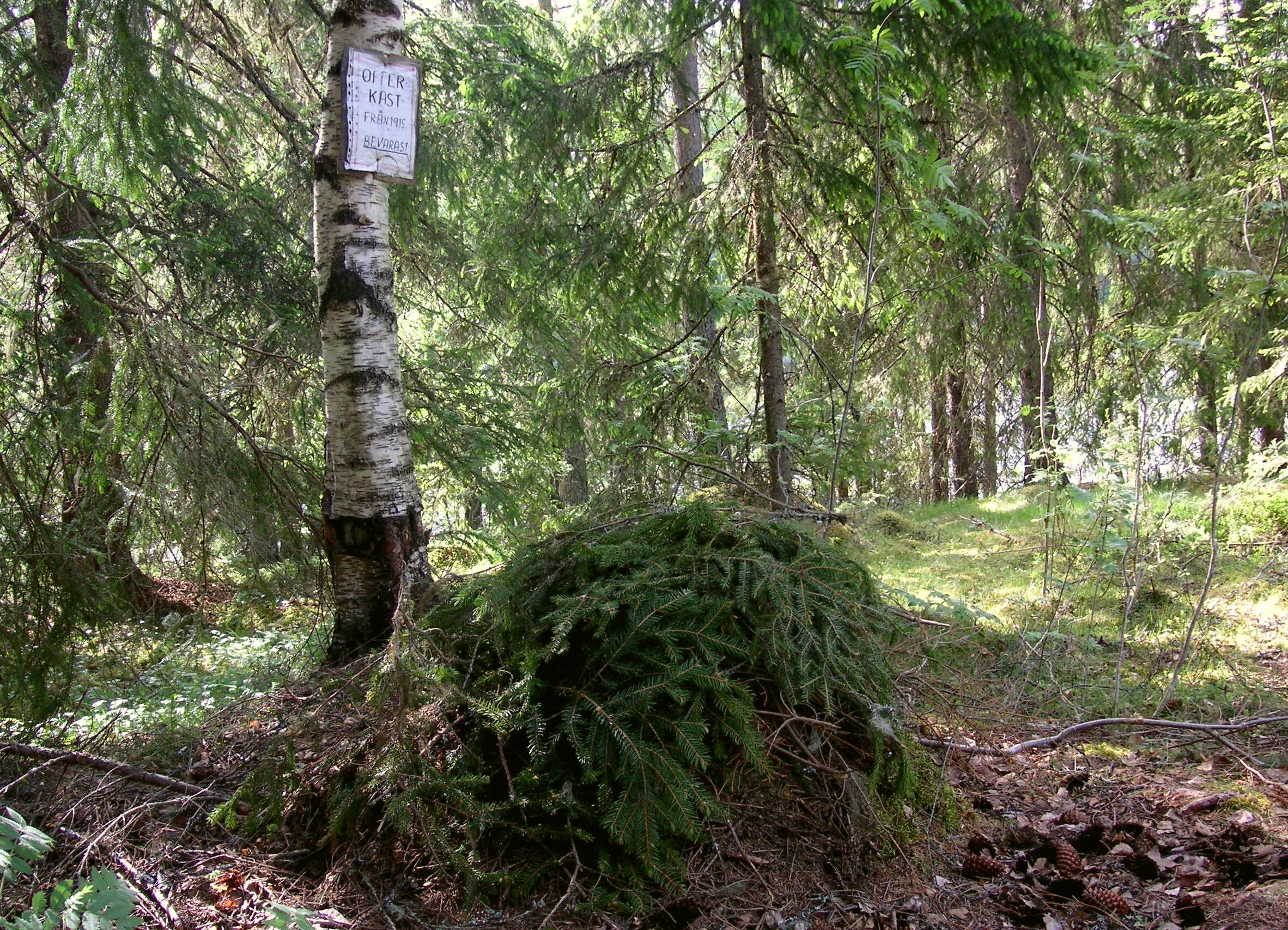
Offerkast av granris och blommor vid Stenberget (Nyhammar), Dalarna.
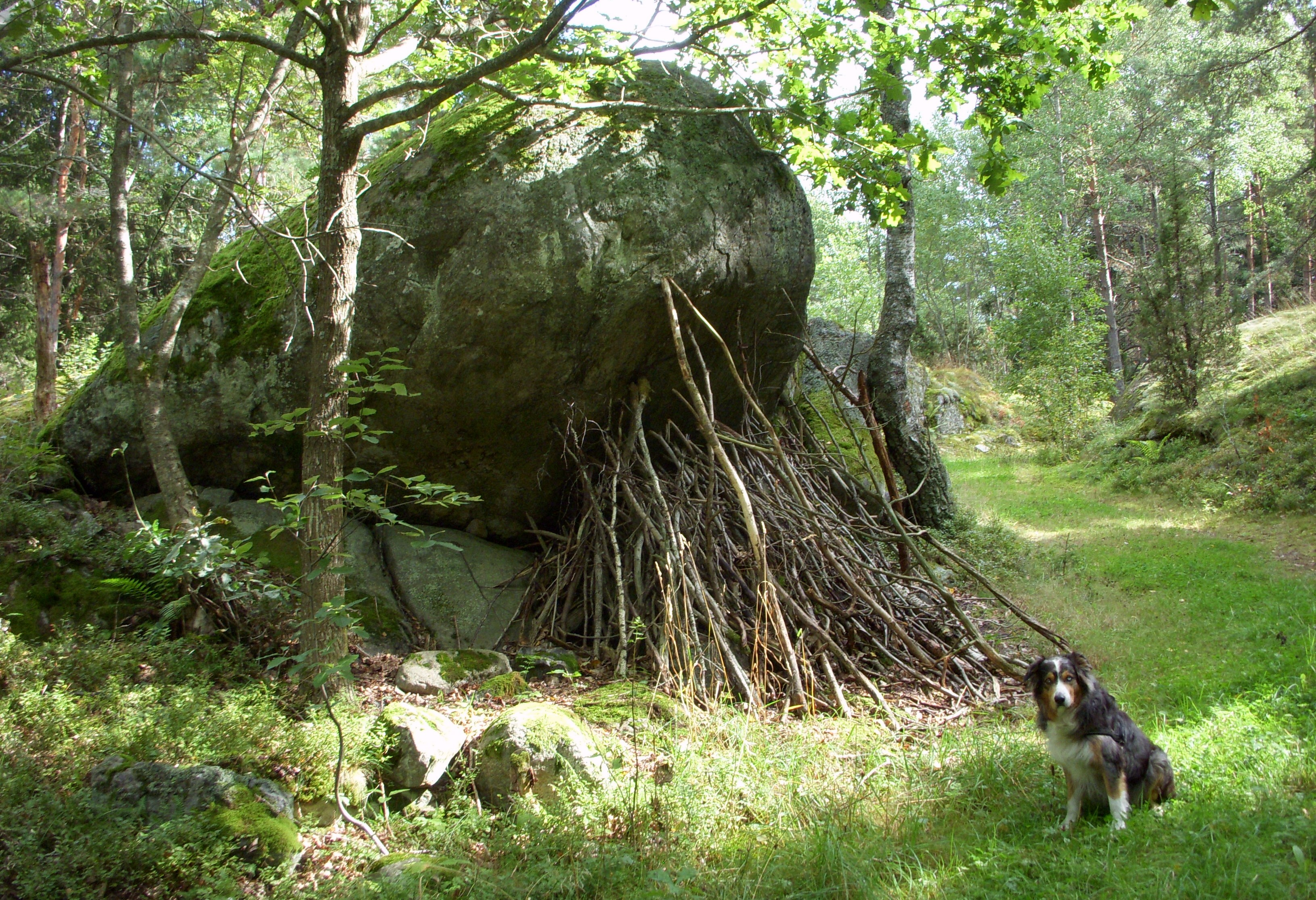
Stöttestenen med offerkast av torra grenar vid Stensättra gård, Huddinge kommun.
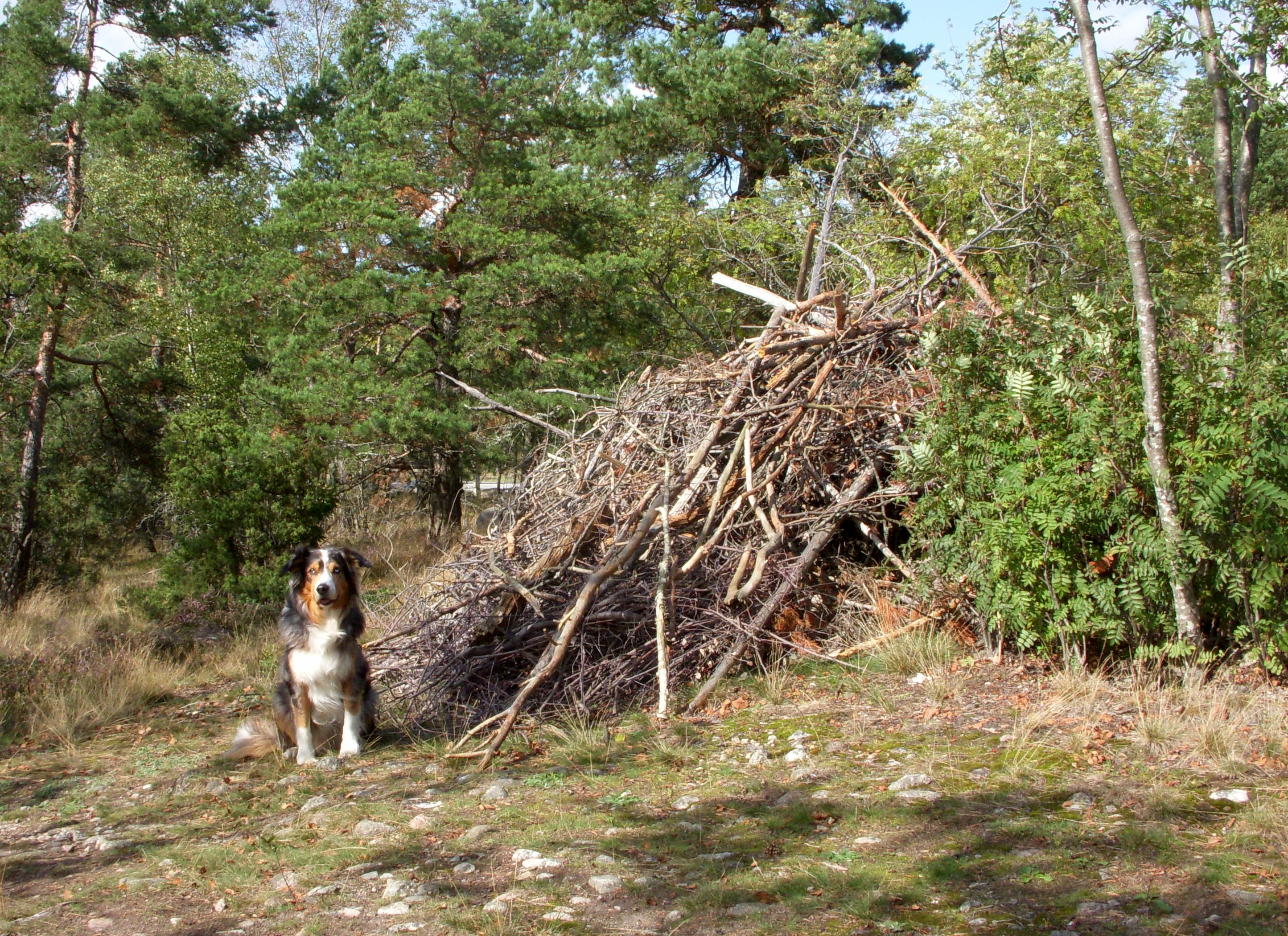
Fantans hög i Träkvista, Ekerö kommun.